# 제드 앨런

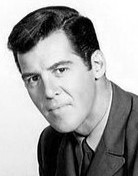

제드 앨런(Jed Allan Brown, 1935년 3월 1일 ~ 2019년 3월 9일)은 미국의 배우, 텔레비전 배우, 연극 배우이다.
뉴욕에서 태어났으며 팜데저트에서 사망하였다. 사인은 질병이다.

## 영화
- 폭탄 인간 (1995년)
- 비버리힐즈의 아이들 (1990년)
- 포토그래퍼 (1974년) - 조 역
- 닥터 웰비 (1969년)
- 제12순찰대 (1968년)
- 제브라 작전 (1968년)
- 우리 생애 나날들 (1965년)
- 달려라 래시 (1954년)